# Cricket St Thomas
Cricket St Thomas – wieś w Anglii, w hrabstwie Somerset, w dystrykcie (unitary authority) Somerset. Leży 68 km na południe od miasta Bristol i 206 km na zachód od Londynu. W 2002 miejscowość liczyła 50 mieszkańców.